# Postal Telegraph Company
La Postal Telegraph Company était une société américaine de télégraphe, créée en 1881 et entrée en service en 1883, pour concurrencer la Western Union du magnat des affaires américain Jay Gould, en utilisant la référence à la poste américaine, qui souhaitait bénéficier d'un câble télégraphique. 
La société a parmi ses premiers dirigeants James Keen, l'un des futurs opérateurs de la tentative ratée de corner sur le blé américain de 1887. Dès ses débuts, elle subit des attaques boursières et à l'automne 1883, le millionnaire californien de l'argent John William Mackay achète plusieurs dizaines de milliers d'actions, à la demande d'un des investisseurs, George Roberts .John William Mackay investit ensuite dans la Commercial Cable Company, une troisième société de télégraphe, fondée en 1884.
Après dix années d'existence, en 1893, la Postal Telegraph Company avait déjà construit l'un des gratte-ciel de Manhattan, à New York, dont elle occupait les derniers étages. En 1945, elle a fusionné avec la Western Union.